# Josip Štolcer-Slavenski
Josip Štolcer-Slavenski (Čakovec, 11 de maig del 1896 - Belgrad, 30 de novembre del 1955) va ser el primer compositor croat i de l'antiga Iugoslàvia del s. XX que va aconseguir una reputació destacada.

## Infància i educació musical
El seu pare va ser qui primer el va instruir en la música i no va ser fins al 1913 que va entrar al Conservatori de Budapest, on hi havia de professors Kodály i Siklós, entre d'altres.
Els seus estudis es van interrompre l'any 1916 degut al servei militar, i al final de la guerra va haver de tornar al negoci patern a Čakovec. L'any 1921 va anar a estudiar al Conservatori de Praga on va rebre mastercalsses de Novák. Finalment l'any 1923 va acabar els seus estudis i va retornar a Croàcia, on va esdevenir professor durant un any a l'Acadèmia de Música de Zagreb.

## Vida professional
L'any 1924 es va establir definitivament a Belgrad fins a la fi dels seus dies (exceptuant un breu període 1925-26 durant el qual va ser a París). Va esdevenir professor primer a l'escola de música Stanković i posteriorment a l'escola de música de l'Acadèmia de Belgrad (1937-45) on va esdevenir finalment professor de composició l'any 1945.

## Interpretacions destacades
Slavenski ja va generar interès amb la interpretació del seu primer Quartet de Corda al Festival Donaueschingen. Kleiber va dirigir la seva simfonia Balkanophonia a Berlin (1927) i posteriorment en múltiples ocasions als EUA.

## Maduresa i mort
Va haver d'enfrontar-se a les crítiques del públic de Belgrad més conservador i després del 1938 va escriure poc. Les seves obres van ser interpretades entre el 1940 i el 1956 i va ser pràcticament oblidat. No va ser fins després de la seva mort que va ser reconegut.